# Anopheles saungi
Anopheles saungi este o specie de țânțari din genul Anopheles, descrisă de Donald Henry Colless în anul 1955. Conform Catalogue of Life specia Anopheles saungi nu are subspecii cunoscute.